# Scorpions/Diskografie
Diese Diskografie ist eine Übersicht über die musikalischen Werke der deutschen Hard-Rock-Band Scorpions und ihrer Pseudonyme wie The Hunters. Den Quellenangaben zufolge hat sie bisher mehr als 110 Millionen Tonträger verkauft. Ihre erfolgreichste Veröffentlichung ist die Single Wind of Change mit über 15 Millionen verkauften Einheiten. In Deutschland ist das elfte Studioalbum Crazy World die erfolgreichste Veröffentlichung, mit über einer Million verkauften Einheiten zählt es zu den meistverkauften Musikalben des Landes.
Bei der Diskografie ist zu berücksichtigen, dass diese sich nur auf offizielle Tonträger beschränkt, die auf der offiziellen Homepage der Band geführt werden. Neben den offiziellen, größtenteils weltweit veröffentlichten Tonträger, erschienen auch diverse regionale Veröffentlichungen, vor allem Kompilationen.

## Alben

### Studioalben
| Jahr | Titel Musiklabel                                            | Höchstplatzierung, Gesamtwochen, AuszeichnungChartplatzierungen (Jahr, Titel, Musiklabel, Platzierungen, Wochen, Auszeichnungen, Anmerkungen) | Höchstplatzierung, Gesamtwochen, AuszeichnungChartplatzierungen (Jahr, Titel, Musiklabel, Platzierungen, Wochen, Auszeichnungen, Anmerkungen) | Höchstplatzierung, Gesamtwochen, AuszeichnungChartplatzierungen (Jahr, Titel, Musiklabel, Platzierungen, Wochen, Auszeichnungen, Anmerkungen) | Höchstplatzierung, Gesamtwochen, AuszeichnungChartplatzierungen (Jahr, Titel, Musiklabel, Platzierungen, Wochen, Auszeichnungen, Anmerkungen) | Höchstplatzierung, Gesamtwochen, AuszeichnungChartplatzierungen (Jahr, Titel, Musiklabel, Platzierungen, Wochen, Auszeichnungen, Anmerkungen) | Anmerkungen                                                                           |
| Jahr | Titel Musiklabel                                            | DE | AT | CH | UK | US | Anmerkungen                                                                           |
| ---- | ----------------------------------------------------------- | --- | --- | --- | --- | --- | ------------------------------------------------------------------------------------- |
| 1972 | Lonesome Crow Brain Records (MR)                            | — | — | — | — | — | Erstveröffentlichung: 9. Februar 1972                                                 |
| 1974 | Fly to the Rainbow RCA Records (RCA)                        | — | — | — | — | — | Erstveröffentlichung: 1. November 1974                                                |
| 1975 | In Trance RCA Records (RCA)                                 | — | — | — | — | — | Erstveröffentlichung: 17. September 1975                                              |
| 1976 | Virgin Killer RCA Records (RCA)                             | — | — | — | — | — | Erstveröffentlichung: 9. Oktober 1976 Verkäufe: + 100.000                             |
| 1977 | Taken by Force RCA Records (RCA)                            | — | — | — | — | — | Erstveröffentlichung: 4. Dezember 1977                                                |
| 1979 | Lovedrive Mercury Records • Harvest Records (EMI)           | DE11 Gold · (28 Wo.)DE | — | — | UK36 (11 Wo.)UK | US55 Gold · (23 Wo.)US | Erstveröffentlichung: 25. Februar 1979 Verkäufe: + 950.000                            |
| 1980 | Animal Magnetism Mercury Records • Harvest Records (EMI)    | DE12 (25 Wo.)DE | — | — | UK23 (6 Wo.)UK | US52 Platin · (21 Wo.)US | Erstveröffentlichung: 31. März 1980 Verkäufe: + 1.050.000                             |
| 1982 | Blackout Mercury Records • Harvest Records (EMI)            | DE10 (24 Wo.)DE | — | CH77 (1 Wo.)CH | UK11 (11 Wo.)UK | US10 Platin · (74 Wo.)US | Erstveröffentlichung: 29. März 1982 Verkäufe: + 1.300.000                             |
| 1984 | Love at First Sting Mercury Records • Harvest Records (EMI) | DE6 Gold · (42 Wo.)DE | AT19 (2 Wo.)AT | CH9 (17 Wo.)CH | UK17 (6 Wo.)UK | US6 ×3Dreifachplatin · (63 Wo.)US | Erstveröffentlichung: 27. März 1984 Verkäufe: + 6.000.000                             |
| 1988 | Savage Amusement Mercury Records • Harvest Records (EMI)    | DE4 Gold · (30 Wo.)DE | AT18 (8 Wo.)AT | CH5 Gold · (14 Wo.)CH | UK18 (6 Wo.)UK | US5 Platin · (43 Wo.)US | Erstveröffentlichung: 16. April 1988 Verkäufe: + 1.559.906                            |
| 1990 | Crazy World Mercury Records • Vertigo Records (Phonogram)   | DE1 ×2Doppelplatin · (78 Wo.)DE | AT1 Platin · (27 Wo.)AT | CH3 ×3Dreifachplatin · (63 Wo.)CH | UK27 Silber · (7 Wo.)UK | US21 ×2Doppelplatin · (73 Wo.)US | Erstveröffentlichung: 29. Oktober 1990 Verkäufe: + 14.000.000                         |
| 1993 | Face the Heat Mercury Records (Phonogram)                   | DE4 (15 Wo.)DE | AT12 (7 Wo.)AT | CH9 Gold · (10 Wo.)CH | UK51 (1 Wo.)UK | US24 (9 Wo.)US | Erstveröffentlichung: 10. September 1993 Verkäufe: + 1.500.000                        |
| 1996 | Pure Instinct Eastwest (WMG)                                | DE8 Gold · (22 Wo.)DE | AT20 (4 Wo.)AT | CH15 (14 Wo.)CH | — | US99 (3 Wo.)US | Erstveröffentlichung: 3. Mai 1996 Verkäufe: + 771.559                                 |
| 1999 | Eye II Eye Eastwest (WMG)                                   | DE6 (9 Wo.)DE | — | CH49 (2 Wo.)CH | — | — | Erstveröffentlichung: 9. März 1999                                                    |
| 2000 | Moment of Glory EMI Group (EMI)                             | DE3 Gold · (17 Wo.)DE | — | CH48 (8 Wo.)CH | — | — | Erstveröffentlichung: 3. August 2000 Verkäufe: + 190.000; mit Berliner Philharmoniker |
| 2004 | Unbreakable Ariola (Sony BMG)                               | DE4 (9 Wo.)DE | AT30 (3 Wo.)AT | CH19 (5 Wo.)CH | — | — | Erstveröffentlichung: 4. Mai 2004 Verkäufe: + 10.000                                  |
| 2007 | Humanity – Hour I Ariola (Sony BMG)                         | DE9 (8 Wo.)DE | AT41 (3 Wo.)AT | CH27 (4 Wo.)CH | — | US63 (2 Wo.)US | Erstveröffentlichung: 14. Mai 2007 Verkäufe: + 30.500                                 |
| 2010 | Sting in the Tail Ariola (Sony)                             | DE2 Platin · (30 Wo.)DE | AT6 (8 Wo.)AT | CH6 (28 Wo.)CH | UK96 (1 Wo.)UK | US23 (4 Wo.)US | Erstveröffentlichung: 19. März 2010 Verkäufe: + 238.500                               |
| 2015 | Return to Forever RCA Records • Seven.One (Sony)            | DE2 (15 Wo.)DE | AT11 (3 Wo.)AT | CH2 (15 Wo.)CH | UK31 (1 Wo.)UK | US65 (1 Wo.)US | Erstveröffentlichung: 20. Februar 2015 Verkäufe: + 70.000                             |
| 2022 | Rock Believer Vertigo Records (UMG)                         | DE2 (14 Wo.)DE | AT4 (4 Wo.)AT | CH2 (10 Wo.)CH | UK18 (1 Wo.)UK | US59 (1 Wo.)US | Erstveröffentlichung: 25. Februar 2022                                                |

grau schraffiert: keine Chartdaten aus diesem Jahr verfügbar

### Livealben
| Jahr | Titel Musiklabel                                         | Höchstplatzierung, Gesamtwochen, AuszeichnungChartplatzierungen (Jahr, Titel, Musiklabel, Platzierungen, Wochen, Auszeichnungen, Anmerkungen) | Höchstplatzierung, Gesamtwochen, AuszeichnungChartplatzierungen (Jahr, Titel, Musiklabel, Platzierungen, Wochen, Auszeichnungen, Anmerkungen) | Höchstplatzierung, Gesamtwochen, AuszeichnungChartplatzierungen (Jahr, Titel, Musiklabel, Platzierungen, Wochen, Auszeichnungen, Anmerkungen) | Höchstplatzierung, Gesamtwochen, AuszeichnungChartplatzierungen (Jahr, Titel, Musiklabel, Platzierungen, Wochen, Auszeichnungen, Anmerkungen) | Höchstplatzierung, Gesamtwochen, AuszeichnungChartplatzierungen (Jahr, Titel, Musiklabel, Platzierungen, Wochen, Auszeichnungen, Anmerkungen) | Anmerkungen                                                 |
| Jahr | Titel Musiklabel                                         | DE | AT | CH | UK | US | Anmerkungen                                                 |
| ---- | -------------------------------------------------------- | --- | --- | --- | --- | --- | ----------------------------------------------------------- |
| 1978 | Tokyo Tapes RCA Records (RCA)                            | DE35 (10 Wo.)DE | — | — | — | — | Erstveröffentlichung: 15. August 1978 Verkäufe: + 100.000   |
| 1985 | World Wide Live Harvest Records (EMI)                    | DE4 Gold · (33 Wo.)DE | AT4 (14 Wo.)AT | CH18 (8 Wo.)CH | UK18 (8 Wo.)UK | US14 Platin · (43 Wo.)US | Erstveröffentlichung: 20. Juni 1985 Verkäufe: + 1.550.000   |
| 1995 | Live Bites Mercury Records (Phonogram)                   | DE66 (9 Wo.)DE | — | — | — | — | Erstveröffentlichung: 3. April 1995                         |
| 2001 | Acoustica Eastwest (WMG)                                 | DE13 Gold · (6 Wo.)DE | — | CH35 (6 Wo.)CH | — | — | Erstveröffentlichung: 14. Mai 2001 Verkäufe: + 300.000      |
| 2011 | Live 2011 – Get Your Sting & Blackout RCA Records (Sony) | — | — | — | — | — | Erstveröffentlichung: 14. Oktober 2011                      |
| 2013 | MTV Unplugged – in Athens RCA Records (Sony)             | DE5 Gold · (22 Wo.)DE | AT37 (2 Wo.)AT | CH29 (4 Wo.)CH | — | US113 (1 Wo.)US | Erstveröffentlichung: 29. November 2013 Verkäufe: + 100.000 |

grau schraffiert: keine Chartdaten aus diesem Jahr verfügbar

### Kompilationen
| Jahr | Titel Musiklabel                                                                  | Höchstplatzierung, Gesamtwochen, AuszeichnungChartplatzierungen (Jahr, Titel, Musiklabel, Platzierungen, Wochen, Auszeichnungen, Anmerkungen) | Höchstplatzierung, Gesamtwochen, AuszeichnungChartplatzierungen (Jahr, Titel, Musiklabel, Platzierungen, Wochen, Auszeichnungen, Anmerkungen) | Höchstplatzierung, Gesamtwochen, AuszeichnungChartplatzierungen (Jahr, Titel, Musiklabel, Platzierungen, Wochen, Auszeichnungen, Anmerkungen) | Höchstplatzierung, Gesamtwochen, AuszeichnungChartplatzierungen (Jahr, Titel, Musiklabel, Platzierungen, Wochen, Auszeichnungen, Anmerkungen) | Höchstplatzierung, Gesamtwochen, AuszeichnungChartplatzierungen (Jahr, Titel, Musiklabel, Platzierungen, Wochen, Auszeichnungen, Anmerkungen) | Anmerkungen                                                    |
| Jahr | Titel Musiklabel                                                                  | DE | AT | CH | UK | US | Anmerkungen                                                    |
| ---- | --------------------------------------------------------------------------------- | --- | --- | --- | --- | --- | -------------------------------------------------------------- |
| 1979 | The Best of Scorpions RCA Records (RCA)                                           | — | — | — | — | US180 (4 Wo.)US | Erstveröffentlichung: 17. November 1979                        |
| 1982 | Hot & Heavy RCA Records (RCA)                                                     | — | — | — | — | — | Erstveröffentlichung: 4. Mai 1982                              |
| 1984 | The Best of Scorpions Vol. 2 RCA Records (RCA)                                    | — | — | — | — | US175 (4 Wo.)US | Erstveröffentlichung: 10. Juli 1984                            |
| 1989 | Best of Rockers ’n’ Ballads Electrola • Mercury Records (EMI)                     | DE14 Gold · (26 Wo.)DE | — | CH21 Gold · (7 Wo.)CH | — | US43 Platin · (23 Wo.)US | Erstveröffentlichung: 29. November 1989 Verkäufe: + 1.350.000  |
| 1991 | Hot & Slow: The Best of the Ballads RCA Records (RCA)                             | — | — | — | — | — | Erstveröffentlichung: 12. Oktober 1991 Verkäufe: + 100.000     |
| 1993 | Hot & Hard RCA Records (RCA)                                                      | — | — | — | — | — | Erstveröffentlichung: 23. August 1993                          |
| 1995 | Deadly Sting Electrola (EMI)                                                      | DE28 (11 Wo.)DE | AT39 (1 Wo.)AT | CH32 (4 Wo.)CH | — | — | Erstveröffentlichung: 22. Februar 1995                         |
| 1995 | Born to Touch Your Feelings RCA Records (BMG)                                     | — | — | — | — | — | Erstveröffentlichung: 20. März 1995                            |
| 1997 | Still Loving You – The Best Of Odeon Records (EMI)                                | — | — | — | — | — | Erstveröffentlichung: 14. März 1997                            |
| 1998 | Big City Nights Rebound Records (Polygram)                                        | — | — | — | — | — | Erstveröffentlichung: 11. Juli 1998                            |
| 1998 | Hot & Slow: Best Masters of the 70s RCA Records (BMG)                             | — | — | — | — | — | Erstveröffentlichung: 28. September 1998                       |
| 1999 | Best EMI Group (EMI)                                                              | DE— PlatinDE | — | — | — | — | Erstveröffentlichung: 17. September 1999 Verkäufe: + 1.000.000 |
| 2000 | 20th Century Masters: The Best of Scorpions Millennium Collection EMI Group (EMI) | — | — | — | — | US198 (1 Wo.)US | Erstveröffentlichung: 12. Juni 2000                            |
| 2002 | Gold EMI Group (EMI)                                                              | — | — | — | — | — | Erstveröffentlichung: 18. Februar 2002                         |
| 2002 | Bad for Good: The Very Best of Hip-O Records (UMG)                                | — | — | — | — | US161 (1 Wo.)US | Erstveröffentlichung: 28. Mai 2002                             |
| 2011 | Comeblack Columbia Records (Sony)                                                 | DE25 (8 Wo.)DE | AT67 (1 Wo.)AT | CH33 (4 Wo.)CH | — | US90 (1 Wo.)US | Erstveröffentlichung: 4. November 2011 Verkäufe: + 50.000      |
| 2017 | Born to Touch Your Feelings – Best of Rock Ballads RCA Records (Sony)             | DE42 (3 Wo.)DE | — | CH48 (1 Wo.)CH | — | — | Erstveröffentlichung: 24. November 2017 Verkäufe: + 4.300      |

grau schraffiert: keine Chartdaten aus diesem Jahr verfügbar

### Remixalben
| Jahr | Titel Musiklabel                       | Höchstplatzierung, Gesamtwochen, AuszeichnungChartplatzierungen (Jahr, Titel, Musiklabel, Platzierungen, Wochen, Auszeichnungen, Anmerkungen) | Höchstplatzierung, Gesamtwochen, AuszeichnungChartplatzierungen (Jahr, Titel, Musiklabel, Platzierungen, Wochen, Auszeichnungen, Anmerkungen) | Höchstplatzierung, Gesamtwochen, AuszeichnungChartplatzierungen (Jahr, Titel, Musiklabel, Platzierungen, Wochen, Auszeichnungen, Anmerkungen) | Höchstplatzierung, Gesamtwochen, AuszeichnungChartplatzierungen (Jahr, Titel, Musiklabel, Platzierungen, Wochen, Auszeichnungen, Anmerkungen) | Höchstplatzierung, Gesamtwochen, AuszeichnungChartplatzierungen (Jahr, Titel, Musiklabel, Platzierungen, Wochen, Auszeichnungen, Anmerkungen) | Anmerkungen                                             |
| Jahr | Titel Musiklabel                       | DE | AT | CH | UK | US | Anmerkungen                                             |
| ---- | -------------------------------------- | --- | --- | --- | --- | --- | ------------------------------------------------------- |
| 1992 | Still Loving You Harvest Records (EMI) | DE18 Gold · (22 Wo.)DE | AT32 (3 Wo.)AT | CH24 Gold · (5 Wo.)CH | — | — | Erstveröffentlichung: 17. März 1992 Verkäufe: + 647.042 |

### EPs
| Jahr | Titel Musiklabel                   | Höchstplatzierung, Gesamtwochen, AuszeichnungChartplatzierungen (Jahr, Titel, Musiklabel, Platzierungen, Wochen, Auszeichnungen, Anmerkungen) | Höchstplatzierung, Gesamtwochen, AuszeichnungChartplatzierungen (Jahr, Titel, Musiklabel, Platzierungen, Wochen, Auszeichnungen, Anmerkungen) | Höchstplatzierung, Gesamtwochen, AuszeichnungChartplatzierungen (Jahr, Titel, Musiklabel, Platzierungen, Wochen, Auszeichnungen, Anmerkungen) | Höchstplatzierung, Gesamtwochen, AuszeichnungChartplatzierungen (Jahr, Titel, Musiklabel, Platzierungen, Wochen, Auszeichnungen, Anmerkungen) | Höchstplatzierung, Gesamtwochen, AuszeichnungChartplatzierungen (Jahr, Titel, Musiklabel, Platzierungen, Wochen, Auszeichnungen, Anmerkungen) | Anmerkungen                            |
| Jahr | Titel Musiklabel                   | DE | AT | CH | UK | US | Anmerkungen                            |
| ---- | ---------------------------------- | --- | --- | --- | --- | --- | -------------------------------------- |
| 1984 | Gold Ballads Harvest Records (EMI) | DE25 (13 Wo.)DE | — | CH7 (14 Wo.)CH | — | — | Erstveröffentlichung: 13. Oktober 1984 |

## Singles
| Jahr | Titel Album                                                                   | Höchstplatzierung, Gesamtwochen, AuszeichnungChartplatzierungen (Jahr, Titel, Album, Platzierungen, Wochen, Auszeichnungen, Anmerkungen) | Höchstplatzierung, Gesamtwochen, AuszeichnungChartplatzierungen (Jahr, Titel, Album, Platzierungen, Wochen, Auszeichnungen, Anmerkungen) | Höchstplatzierung, Gesamtwochen, AuszeichnungChartplatzierungen (Jahr, Titel, Album, Platzierungen, Wochen, Auszeichnungen, Anmerkungen) | Höchstplatzierung, Gesamtwochen, AuszeichnungChartplatzierungen (Jahr, Titel, Album, Platzierungen, Wochen, Auszeichnungen, Anmerkungen) | Höchstplatzierung, Gesamtwochen, AuszeichnungChartplatzierungen (Jahr, Titel, Album, Platzierungen, Wochen, Auszeichnungen, Anmerkungen) | Anmerkungen                                                                                          | [↑]: gemeinsam behandelt mit vorhergehendem Eintrag; [←]: in beiden Charts platziert |
| Jahr | Titel Album                                                                   | DE | AT | CH | UK | US | Anmerkungen                                                                                          |                                                                                      |
| ---- | ----------------------------------------------------------------------------- | --- | --- | --- | --- | --- | --- | ------------------------------------------------------------------------------------ |
| 1975 | In Trance                                                                     | — | — | — | — | — | Erstveröffentlichung: 17. September 1975                                                             |                                                                                      |
| 1977 | He’s a Woman – She’s a Man Taken by Force                                     | — | — | — | — | — | Erstveröffentlichung: 4. Dezember 1977                                                               |                                                                                      |
| 1978 | All Night Long Tokyo Tapes                                                    | — | — | — | — | — | Erstveröffentlichung: 8. August 1978                                                                 |                                                                                      |
| 1979 | Another Piece of Meat Lovedrive                                               | — | — | — | UK39 (4 Wo.)UK | — | Erstveröffentlichung: 25. Februar 1979                                                               |                                                                                      |
| 1979 | Is There Anybody There? Lovedrive                                             | — | — | —[UK: ↑] | UK39 (4 Wo.)UK | — | Erstveröffentlichung: 25. Februar 1979                                                               |                                                                                      |
| 1979 | Lovedrive                                                                     | — | — | — | UK69 (2 Wo.)UK | — | Erstveröffentlichung: 25. Februar 1979                                                               |                                                                                      |
| 1980 | Make It Real Animal Magnetism                                                 | — | — | — | UK72 (2 Wo.)UK | — | Erstveröffentlichung: 31. März 1980                                                                  |                                                                                      |
| 1980 | The Zoo Animal Magnetism                                                      | — | — | — | UK75 (1 Wo.)UK | — | Erstveröffentlichung: 25. August 1980                                                                |                                                                                      |
| 1982 | Now! Blackout                                                                 | — | — | — | — | — | Erstveröffentlichung: 21. März 1982                                                                  |                                                                                      |
| 1982 | No One Like You Blackout                                                      | — | — | — | UK64 (4 Wo.)UK | US65 (7 Wo.)US | Erstveröffentlichung: 22. März 1982                                                                  |                                                                                      |
| 1982 | Can’t Live Without You Blackout                                               | — | — | — | UK63 (2 Wo.)UK | — | Erstveröffentlichung: 24. Mai 1982                                                                   |                                                                                      |
| 1984 | Rock You Like a Hurricane auch bekannt als Hurricane 2000 Love at First Sting | DE— GoldDE | — | — | UK78 Gold · (2 Wo.)UK | US25 (16 Wo.)US | Erstveröffentlichung: 9. Februar 1984 Neuauflage: 8. August 2000 Verkäufe: + 730.000                 |                                                                                      |
| 1984 | Big City Nights Love at First Sting                                           | — | — | — | UK76 (3 Wo.)UK | — | Erstveröffentlichung: 20. August 1984                                                                |                                                                                      |
| 1984 | Still Loving You Love at First Sting                                          | DE14 (19 Wo.)DE | — | CH3 (14 Wo.)CH | — | US64 (6 Wo.)US | Erstveröffentlichung: Juni 1984 Verkäufe: + 2.000.000                                                |                                                                                      |
| 1985 | No One Like You (Live) World Wide live                                        | DE40 (9 Wo.)DE | — | — | — | — | Erstveröffentlichung: 7. Januar 1985                                                                 |                                                                                      |
| 1988 | Rhythm of Love Savage Amusement                                               | — | — | — | UK59 (2 Wo.)UK | US75 (6 Wo.)US | Erstveröffentlichung: 16. Mai 1988                                                                   |                                                                                      |
| 1988 | Believe in Love Savage Amusement                                              | — | — | — | — | — | Erstveröffentlichung: 15. August 1988                                                                |                                                                                      |
| 1989 | Passion Rules the Game Savage Amusement                                       | — | — | — | UK74 (2 Wo.)UK | — | Erstveröffentlichung: 20. Februar 1989                                                               |                                                                                      |
| 1989 | Can’t Explain Best of Rockers ’n’ Ballads                                     | — | — | — | — | — | Erstveröffentlichung: 3. Juli 1989                                                                   |                                                                                      |
| 1989 | Living for Tomorrow Still Loving You                                          | — | — | — | — | — | Erstveröffentlichung: 24. Juli 1989                                                                  |                                                                                      |
| 1990 | Hey You Best of Rockers ’n’ Ballads                                           | — | — | — | — | — | Erstveröffentlichung: 18. September 1990                                                             |                                                                                      |
| 1990 | Tease Me Please Me Crazy World                                                | — | — | — | — | — | Erstveröffentlichung: 6. November 1990                                                               |                                                                                      |
| 1990 | Don’t Believe Her Crazy World                                                 | — | — | — | UK77 (2 Wo.)UK | — | Erstveröffentlichung: 10. Dezember 1990                                                              |                                                                                      |
| 1991 | Wind of Change auch bekannt als: Vientos de cambio Crazy World                | DE1 Platin · (51 Wo.)DE | AT1 Platin · (30 Wo.)AT | CH1 (51 Wo.)CH | UK2 Gold · (12 Wo.)UK | US4 Gold · (25 Wo.)US | Erstveröffentlichung: 20. Januar 1991 Verkäufe: + 15.000.000                                         |                                                                                      |
| 1991 | Ветер Перемен Crazy World (Deluxe-Edition)                                    | DE38 (6 Wo.)DE | — | — | — | — | Erstveröffentlichung: 1991                                                                           |                                                                                      |
| 1991 | Send Me an Angel Crazy World                                                  | DE5 (22 Wo.)DE | AT8 (12 Wo.)AT | CH14 (9 Wo.)CH | UK27 (5 Wo.)UK | US44 (18 Wo.)US | Erstveröffentlichung: Juni 1991                                                                      |                                                                                      |
| 1992 | Hit Between the Eyes Crazy World                                              | — | — | — | — | — | Erstveröffentlichung: 6. Januar 1992                                                                 |                                                                                      |
| 1993 | Under the Same Sun Face the Heat                                              | DE99 (2 Wo.)DE | — | — | — | — | Erstveröffentlichung: 22. Januar 1993                                                                |                                                                                      |
| 1993 | Alien Nation Face the Heat                                                    | DE27 (8 Wo.)DE | — | — | — | — | Erstveröffentlichung: 21. September 1993                                                             |                                                                                      |
| 1993 | Woman Face the Heat                                                           | — | — | — | — | — | Erstveröffentlichung: 21. September 1993                                                             |                                                                                      |
| 1994 | No Pain No Gain Face the Heat                                                 | — | — | — | — | — | Erstveröffentlichung: 7. Februar 1994                                                                |                                                                                      |
| 1994 | White Dove Live Bites                                                         | DE18 (13 Wo.)DE | — | CH20 (12 Wo.)CH | — | — | Erstveröffentlichung: 11. Juli 1994 Original: Omega – Gyöngyhajú lány                                |                                                                                      |
| 1996 | You and I Pure Instinct                                                       | DE22 (19 Wo.)DE | AT34 (7 Wo.)AT | CH23 (9 Wo.)CH | — | — | Erstveröffentlichung: 21. Mai 1996                                                                   |                                                                                      |
| 1996 | Does Anyone Know Pure Instinct                                                | DE81 (6 Wo.)DE | — | — | — | — | Erstveröffentlichung: 21. Mai 1996                                                                   |                                                                                      |
| 1996 | When You Came Into My Life Pure Instinct                                      | DE97 (3 Wo.)DE | — | — | — | — | Erstveröffentlichung: 21. Mai 1996                                                                   |                                                                                      |
| 1996 | Wild Child Pure Instinct                                                      | — | — | — | — | — | Erstveröffentlichung: 21. Mai 1996                                                                   |                                                                                      |
| 1997 | Where the River Flows Pure Instinct                                           | DE97 (1 Wo.)DE | — | — | — | — | Erstveröffentlichung: 13. Januar 1997                                                                |                                                                                      |
| 1997 | Over the Top Box of Scorpions                                                 | — | — | — | — | — | Erstveröffentlichung: 12. Mai 1997                                                                   |                                                                                      |
| 1997 | Edge of Time Deadly Sting                                                     | — | — | — | — | — | Erstveröffentlichung: 28. Juli 1997                                                                  |                                                                                      |
| 1999 | To Be No. 1 Eye II Eye                                                        | DE55 (2 Wo.)DE | — | — | — | — | Erstveröffentlichung: 9. März 1999                                                                   |                                                                                      |
| 1999 | Mysterious Eye II Eye                                                         | — | — | — | — | — | Erstveröffentlichung: 10. März 1999                                                                  |                                                                                      |
| 1999 | 10 Light Years Away Eye II Eye                                                | — | — | — | — | — | Erstveröffentlichung: 11. März 1999                                                                  |                                                                                      |
| 1999 | Eye II Eye                                                                    | — | — | — | — | — | Erstveröffentlichung: 12. März 1999                                                                  |                                                                                      |
| 1999 | Aleyah Eye II Eye                                                             | — | — | — | — | — | Erstveröffentlichung: 13. März 1999                                                                  |                                                                                      |
| 2000 | Here in My Heart Moment of Glory                                              | — | — | — | UK91 (1 Wo.)UK | — | Erstveröffentlichung: 8. August 2000 mit Berliner Philharmoniker                                     |                                                                                      |
| 2000 | Moment of Glory                                                               | DE67 (9 Wo.)DE | — | — | — | — | Erstveröffentlichung: 8. August 2000 mit Berliner Philharmoniker                                     |                                                                                      |
| 2001 | When Love Kills Love Acoustica                                                | — | — | — | — | — | Erstveröffentlichung: 14. Februar 2001                                                               |                                                                                      |
| 2004 | Miracle Sting in the Tail (Premium-Edition)                                   | — | — | — | — | — | Erstveröffentlichung: 5. Juli 2004                                                                   |                                                                                      |
| 2004 | You Are the Champion –                                                        | DE92 (1 Wo.)DE | — | — | — | — | Erstveröffentlichung: 20. September 2004 mit Michael Kleitman Original: Queen – We Are the Champions |                                                                                      |
| 2007 | Humanity Humanity – Hour I                                                    | — | — | — | — | — | Erstveröffentlichung: 4. Mai 2007                                                                    |                                                                                      |
| 2007 | The Game of Life Humanity – Hour I                                            | — | — | — | — | — | Erstveröffentlichung: 25. Mai 2007                                                                   |                                                                                      |
| 2007 | Love Will Keep Us Alive Humanity – Hour I                                     | — | — | — | — | — | Erstveröffentlichung: 11. Juli 2007                                                                  |                                                                                      |
| 2010 | The Good Die Young Sting in the Tail                                          | — | — | — | — | — | Erstveröffentlichung: 26. Februar 2010 feat. Tarja Turunen                                           |                                                                                      |
| 2014 | We Build This House Return to Forever                                         | — | — | — | — | — | Erstveröffentlichung: 21. Dezember 2014                                                              |                                                                                      |
| 2015 | Eye of the Storm Return to Forever                                            | — | — | — | — | — | Erstveröffentlichung: 8. Mai 2015                                                                    |                                                                                      |
| 2017 | Follow Your Heart Born to Touch Your Feelings – Best of Rock Ballads          | — | — | — | — | — | Erstveröffentlichung: 10. November 2017                                                              |                                                                                      |
| 2020 | Sign of Hope –                                                                | — | — | — | — | — | Erstveröffentlichung: 14. Mai 2020                                                                   |                                                                                      |
| 2021 | Peacemaker Rock Believer                                                      | — | — | — | — | — | Erstveröffentlichung: 4. November 2021                                                               |                                                                                      |
| 2022 | Rock Believer                                                                 | — | — | — | — | — | Erstveröffentlichung: 14. Januar 2022                                                                |                                                                                      |
| 2022 | Seventh Sun Rock Believer                                                     | — | — | — | — | — | Erstveröffentlichung: 11. Februar 2022                                                               |                                                                                      |
| 2025 | Blackout (Live) –                                                             | — | — | — | — | — | Erstveröffentlichung: 1. August 2025                                                                 |                                                                                      |

## Videoalben und Musikvideos

### Videoalben
| Jahr | Titel Musiklabel                                                        | Höchstplatzierung, Gesamtwochen, AuszeichnungChartplatzierungen (Jahr, Titel, Musiklabel, Platzierungen, Wochen, Auszeichnungen, Anmerkungen) | Höchstplatzierung, Gesamtwochen, AuszeichnungChartplatzierungen (Jahr, Titel, Musiklabel, Platzierungen, Wochen, Auszeichnungen, Anmerkungen) | Höchstplatzierung, Gesamtwochen, AuszeichnungChartplatzierungen (Jahr, Titel, Musiklabel, Platzierungen, Wochen, Auszeichnungen, Anmerkungen) | Höchstplatzierung, Gesamtwochen, AuszeichnungChartplatzierungen (Jahr, Titel, Musiklabel, Platzierungen, Wochen, Auszeichnungen, Anmerkungen) | Höchstplatzierung, Gesamtwochen, AuszeichnungChartplatzierungen (Jahr, Titel, Musiklabel, Platzierungen, Wochen, Auszeichnungen, Anmerkungen) | Anmerkungen                                                                                               |
| Jahr | Titel Musiklabel                                                        | DE | AT | CH | UK | US | Anmerkungen                                                                                               |
| ---- | ----------------------------------------------------------------------- | --- | --- | --- | --- | --- | --- |
| 1985 | World Wide Live Harvest Records (EMI)                                   | DE*DE | AT*AT | CH*CH | UK*UK | US* GoldUS | Erstveröffentlichung: 20. Juni 1985 Verkäufe: + 50.000; * siehe Kompilation                               |
| 1985 | First Sting Mercury Records (Polygram)                                  | — | — | — | — | — | Erstveröffentlichung: 2. Juli 1985                                                                        |
| 1988 | To Russia with Love and Other Savage Amusements Polygram (EMI)          | — | — | — | — | US— GoldUS | Erstveröffentlichung: 1988 Verkäufe: + 50.000                                                             |
| 1991 | Crazy World Tour Live Mercury Records (Polygram)                        | — | — | — | — | — | Erstveröffentlichung: 2. Juli 1991                                                                        |
| 2001 | Moment of Glory Eagle Rock Entertainment (ERE)                          | DE*DE | — | CH*CH | — | — | Erstveröffentlichung: 15. Februar 2001 Verkäufe: + 5.000; mit Berliner Philharmoniker * siehe Kompilation |
| 2001 | Acoustica Eastwest (WMG)                                                | DE*DE | — | CH*CH | — | — | Erstveröffentlichung: 14. Mai 2001 Verkäufe: + 75.200; * siehe Livealbum                                  |
| 2002 | A Savage Crazy World Mercury Records (UMG)                              | — | — | — | — | — | Erstveröffentlichung: 27. August 2002                                                                     |
| 2005 | Unbreakable World Tour 2004 – One Night in Vienna Sony Music (Sony BMG) | DE*DE | — | CH*CH | — | — | Erstveröffentlichung: 30. August 2005 Verkäufe: + 8.000; * siehe Unbreakable                              |
| 2008 | Live at Wacken Open Air 2006 RCA Records (Sony BMG)                     | — | — | — | UK9 (7 Wo.)UK | — | Erstveröffentlichung: 12. Februar 2008                                                                    |
| 2009 | Amazônia – Live in the Jungle Sony Music (Sony)                         | — | — | — | — | — | Erstveröffentlichung: 25. November 2009 Verkäufe: + 7.500                                                 |
| 2012 | Scorpions Live in 3D RCA Records (Sony)                                 | — | — | — | UK18 (1 Wo.)UK | — | Erstveröffentlichung: 21. Februar 2012                                                                    |
| 2013 | MTV Unplugged – in Athens RCA Records (Sony)                            | DE* GoldDE | — | CH9 (1 Wo.)CH | UK41 (1 Wo.)UK | — | Erstveröffentlichung: 29. November 2013 Verkäufe: + 30.600; * siehe Livealbum                             |
| 2015 | Forever and a Day Sony Music (Sony)                                     | — | AT8 (1 Wo.)AT | CH1 (4 Wo.)CH | UK14 (3 Wo.)UK | — | Erstveröffentlichung: 14. August 2015                                                                     |

### Musikvideos
| Jahr | Titel                            | Regie                                                    |
| ---- | -------------------------------- | -------------------------------------------------------- |
| 1982 | No One Like You                  | — (Version 1, 1982) Marty Callner (Version 2, 1985)      |
| 1984 | Still Loving You                 | Hart Perry                                               |
| 1984 | Rock You Like a Hurricane        | David Mallet                                             |
| 1984 | I’m Leaving You                  | Martin Kahan                                             |
| 1985 | Big City Nights                  | Marty Callner                                            |
| 1985 | Holiday                          |                                                          |
| 1988 | Rhythm of Love                   | Marty Callner                                            |
| 1988 | Believe in Love                  | Marty Callner                                            |
| 1988 | Passion Rules the Game           |                                                          |
| 1988 | Walking on the Edge              |                                                          |
| 1989 | Can’t Explain                    | Wayne Isham                                              |
| 1990 | Tease Me Please Me               | Jeff Richter                                             |
| 1991 | Don’t Believe Her                |                                                          |
| 1991 | Wind of Change                   | Wayne Isham                                              |
| 1991 | Send Me an Angel                 | Meiert Avis                                              |
| 1993 | Alien Nation                     | Matt Mahurin                                             |
| 1993 | Under the Same Sun               | Peter Christopherson (Version 1) Wayne Isham (Version 2) |
| 1993 | Woman                            | Jeff Richter                                             |
| 1993 | No Pain No Gain                  |                                                          |
| 1994 | White Dove                       |                                                          |
| 1996 | You and I                        |                                                          |
| 1996 | Does Anyone Know                 |                                                          |
| 1997 | When You Came into My Life       | Hannes Rossacher                                         |
| 1999 | To Be No. 1                      |                                                          |
| 1999 | A Moment in a Million Years      |                                                          |
| 1999 | What U Give U Get Back           |                                                          |
| 2000 | Moment of Glory                  |                                                          |
| 2000 | Hurricane 2000                   |                                                          |
| 2000 | Here in My Heart                 |                                                          |
| 2001 | When Love Kills Love             |                                                          |
| 2007 | Humanity                         |                                                          |
| 2010 | The Good Die Young (2 Versionen) |                                                          |
| 2010 | Sting in the Tail                |                                                          |
| 2010 | The Best is Yet to Come          |                                                          |
| 2011 | All Day and All of the Night     |                                                          |
| 2011 | Across the Universe              |                                                          |
| 2011 | Children of the Revolution       |                                                          |
| 2011 | Tainted Love                     |                                                          |
| 2011 | Ruby Tuesday                     |                                                          |
| 2011 | Comeblack Medley                 | Oliver Sommer                                            |
| 2014 | Where the River Flows            |                                                          |
| 2015 | We Built This House              | Joern Heitmann                                           |
| 2015 | Eye of the Storm                 |                                                          |
| 2015 | Going out with a Bang            |                                                          |
| 2021 | Peacemaker                       | Joern Heitmann, Hinrich Pflug                            |
| 2022 | Rock Believer                    | Joern Heitmann, Hinrich Pflug                            |

## Boxsets
| Jahr | Titel Musiklabel                                                        | Höchstplatzierung, Gesamtwochen, AuszeichnungChartplatzierungen (Jahr, Titel, Musiklabel, Platzierungen, Wochen, Auszeichnungen, Anmerkungen) | Höchstplatzierung, Gesamtwochen, AuszeichnungChartplatzierungen (Jahr, Titel, Musiklabel, Platzierungen, Wochen, Auszeichnungen, Anmerkungen) | Höchstplatzierung, Gesamtwochen, AuszeichnungChartplatzierungen (Jahr, Titel, Musiklabel, Platzierungen, Wochen, Auszeichnungen, Anmerkungen) | Höchstplatzierung, Gesamtwochen, AuszeichnungChartplatzierungen (Jahr, Titel, Musiklabel, Platzierungen, Wochen, Auszeichnungen, Anmerkungen) | Höchstplatzierung, Gesamtwochen, AuszeichnungChartplatzierungen (Jahr, Titel, Musiklabel, Platzierungen, Wochen, Auszeichnungen, Anmerkungen) | Anmerkungen                              |
| Jahr | Titel Musiklabel                                                        | DE | AT | CH | UK | US | Anmerkungen                              |
| ---- | ----------------------------------------------------------------------- | --- | --- | --- | --- | --- | ---------------------------------------- |
| 2004 | Box of Scorpions Hip-O Records (UMG)                                    | — | — | — | — | — | Erstveröffentlichung: 24. Mai 2004       |
| 2008 | The Platinum Collection Capitol Records (EMI)                           | — | — | — | — | — | Erstveröffentlichung: 16. September 2008 |
| 2015 | Vinyl Box (50th Anniversary Deluxe Edition) BMG Rights Management (SPV) | DE97 (1 Wo.)DE | — | — | — | — | Erstveröffentlichung: 6. November 2015   |

## Promoveröffentlichungen
| Jahr | Titel Album                         | Anmerkungen                                                                              |
| ---- | ----------------------------------- | ---------------------------------------------------------------------------------------- |
| 1972 | I’m Going Mad Lonesome Crow         | Erstveröffentlichung: Januar 1972                                                        |
| 1975 | Fuchs geh’ voran –                  | Erstveröffentlichung: Februar 1975 als The Hunters; Original: The Sweet – Fox on the Run |
| 1976 | Speedy’s Coming Fly to the Rainbow  | Erstveröffentlichung: Februar 1976                                                       |
| 1977 | Pictured Life Virgin Killer         | Erstveröffentlichung: 1977                                                               |
| 1977 | Virgin Killer                       | Erstveröffentlichung: 1977                                                               |
| 1978 | The Sails of Charon Taken by Force  | Erstveröffentlichung: 1978                                                               |
| 1979 | Loving You Sunday Morning Lovedrive | Erstveröffentlichung: 8. Juni 1979                                                       |
| 1979 | Holiday Lovedrive                   | Erstveröffentlichung: Dezember 1979                                                      |
| 1980 | Lady Starlight Animal Magnetism     | Erstveröffentlichung: Juli 1980                                                          |
| 1999 | Love Is Blind Best                  | Erstveröffentlichung: 1999                                                               |
| 2004 | Love ’em or Leave ’em Unbreakable   | Erstveröffentlichung: 2004                                                               |
| 2010 | Raised on Rock Sting in the Tail    | Erstveröffentlichung: März 2010                                                          |
| 2022 | Shining of Your Soul Rock Believer  | Erstveröffentlichung: 18. Februar 2022                                                   |

## Sonderveröffentlichungen

### Alben
| Jahr | Titel Musiklabel                               | Anmerkungen                                                                  |
| ---- | ---------------------------------------------- | ---------------------------------------------------------------------------- |
| 2000 | A Tribute to the Scorpions Nuclear Blast (WMG) | Erstveröffentlichung: 2. Oktober 2000 Tributealbum verschiedener Interpreten |

### Lieder
| Jahr | Titel Album                                                      | Anmerkungen                                                    |
| ---- | ---------------------------------------------------------------- | -------------------------------------------------------------- |
| 1990 | In the Flesh (Part I) (Live in Berlin) The Wall – Live in Berlin | Erstveröffentlichung: 21. August 1990 Roger Waters & Scorpions |
| 2006 | Jerusalem Unison                                                 | Erstveröffentlichung: 5. Juni 2006 Liel feat. The Scorpions    |

| Jahr | Titel Album                                                                                  | Anmerkungen                            |
| ---- | -------------------------------------------------------------------------------------------- | -------------------------------------- |
| 1991 | Black Out (Live at Moscow Music Peace Festival) Moscow Music Peace Festival: Volume 2        | Erstveröffentlichung: 18. Februar 1991 |
| 1991 | Big City Nights (Live at Moscow Music Peace Festival) Moscow Music Peace Festival: Volume 2  | Erstveröffentlichung: 18. Februar 1991 |
| 1991 | Dynamite (Live at Moscow Music Peace Festival) Moscow Music Peace Festival: Volume 2         | Erstveröffentlichung: 18. Februar 1991 |
| 1991 | Holiday (Live at Moscow Music Peace Festival) Moscow Music Peace Festival: Volume 2          | Erstveröffentlichung: 18. Februar 1991 |
| 1991 | Still Loving You (Live at Moscow Music Peace Festival) Moscow Music Peace Festival: Volume 2 | Erstveröffentlichung: 18. Februar 1991 |
| 1991 | The Zoo (Live at Moscow Music Peace Festival) Moscow Music Peace Festival: Volume 2          | Erstveröffentlichung: 18. Februar 1991 |

| Jahr | Titel Soundtrack                                 | Anmerkungen                            |
| ---- | ------------------------------------------------ | -------------------------------------- |
| 2007 | Rock You Like a Hurricane Die Eisprinzen         | Erstveröffentlichung: 27. März 2007    |
| 2016 | Rock You Like a Hurricane Angry Birds – Der Film | Erstveröffentlichung: 6. Mai 2016      |
| 2017 | Rock You Like a Hurricane Stranger Things        | Erstveröffentlichung: 27. Oktober 2017 |
| 2019 | Rock You Like a Hurricane Der letzte Bulle       | Erstveröffentlichung: 1. November 2019 |

## Statistik

### Chartauswertung
|                     | DE     | AT     | CH     | UK     | US     |
| ------------------- | ------ | ------ | ------ | ------ | ------ |
| Nummer-eins-Alben   | DE1DE  | AT1AT  | CH—CH  | UK—UK  | US—US  |
| Top-10-Alben        | DE15DE | AT4AT  | CH8CH  | UK—UK  | US3US  |
| Alben in den Charts | DE27DE | AT15AT | CH22CH | UK11UK | US20US |

|                       | DE     | AT    | CH    | UK     | US    |
| --------------------- | ------ | ----- | ----- | ------ | ----- |
| Nummer-eins-Singles   | DE1DE  | AT1AT | CH1CH | UK—UK  | US—US |
| Top-10-Singles        | DE2DE  | AT2AT | CH2CH | UK1UK  | US1US |
| Singles in den Charts | DE15DE | AT3AT | CH5CH | UK14UK | US6US |

|                          | DE    | AT    | CH    | UK    | US    |
| ------------------------ | ----- | ----- | ----- | ----- | ----- |
| Nummer-eins-Videoalben   | DE—DE | AT—AT | CH1CH | UK—UK | US—US |
| Top-10-Videoalben        | DE—DE | AT1AT | CH2CH | UK1UK | US—US |
| Videoalben in den Charts | DE—DE | AT1AT | CH2CH | UK4UK | US—US |

### Auszeichnungen für Musikverkäufe
| Land/RegionAuszeichnungen für Musikverkäufe (Land/Region, Auszeichnungen, Verkäufe, Quellen) | Silber  | Gold       | Platin       | Verkäufe    | Quellen                 |
| -------------------------------------------------------------------------------------------- | ------- | ---------- | ------------ | ----------- | ----------------------- |
| Argentinien (CAPIF)                                                                          | —       | —          | 2× Platin2   | 16.000      | capif.org.ar            |
| Australien (ARIA)                                                                            | —       | Gold1      | —            | 35.000      | aria.com.au             |
| Belgien (BRMA)                                                                               | —       | Gold1      | —            | 25.000      | ultratop.be             |
| Brasilien (PMB)                                                                              | —       | 2× Gold2   | Platin1      | 130.000     | pro-musicabr.org.br     |
| Dänemark (IFPI)                                                                              | —       | —          | Platin1      | 90.000      | ifpi.dk                 |
| Deutschland (BVMI)                                                                           | —       | 12× Gold12 | 5× Platin5   | 5.025.000   | musikindustrie.de       |
| Europa (IFPI)                                                                                | —       | Gold1      | 2× Platin2   | (2.500.000) | ifpi.org                |
| Finnland (IFPI)                                                                              | —       | 5× Gold5   | Platin1      | 217.793     | ifpi.fi                 |
| Frankreich (SNEP)                                                                            | —       | 16× Gold16 | 2× Platin2   | 2.914.300   | infodisc.fr             |
| Griechenland (IFPI)                                                                          | —       | Gold1      | —            | 15.000      | Einzelnachweise         |
| Indonesien (ASIRI)                                                                           | —       | —          | Platin1      | 50.000      | Einzelnachweise         |
| Italien (FIMI)                                                                               | —       | 3× Gold3   | Platin1      | 305.000     | fimi.it                 |
| Japan (RIAJ)                                                                                 | —       | Gold1      | —            | 100.000     | Einzelnachweise         |
| Kanada (MC)                                                                                  | —       | 3× Gold3   | 7× Platin7   | 805.000     | musiccanada.com         |
| Malaysia (RIM)                                                                               | —       | —          | 6× Platin6   | 325.000     | Einzelnachweise         |
| Mexiko (AMPROFON)                                                                            | —       | 2× Gold2   | —            | 200.000     | amprofon.com.mx         |
| Neuseeland (RMNZ)                                                                            | —       | —          | Platin1      | 30.000      | radioscope.co.nz        |
| Niederlande (NVPI)                                                                           | —       | Gold1      | —            | 50.000      | nvpi.nl                 |
| Norwegen (IFPI)                                                                              | —       | 2× Gold2   | —            | 50.000      | ifpi.no                 |
| Österreich (IFPI)                                                                            | —       | —          | 2× Platin2   | 100.000     | ifpi.at                 |
| Polen (ZPAV)                                                                                 | —       | Gold1      | —            | 10.000      | olis.pl                 |
| Portugal (AFP)                                                                               | —       | Gold1      | 5× Platin5   | 136.000     | Einzelnachweise         |
| Russland (NFPF)                                                                              | —       | 2× Gold2   | 3× Platin3   | 160.000     | 2m-online.ru            |
| Schweden (IFPI)                                                                              | —       | Gold1      | —            | 50.000      | sverigetopplistan.se    |
| Schweiz (IFPI)                                                                               | —       | 4× Gold4   | 3× Platin3   | 250.000     | hitparade.ch            |
| Singapur (RIAS)                                                                              | —       | Gold1      | —            | 7.500       | Einzelnachweise         |
| Spanien (Promusicae)                                                                         | —       | Gold1      | 4× Platin4   | 350.000     | elportaldemusica.es ES2 |
| Südkorea (KMCA)                                                                              | —       | Gold1      | —            | 15.000      | Einzelnachweise         |
| Thailand (TECA)                                                                              | —       | —          | 3× Platin3   | 130.000     | Einzelnachweise         |
| Vereinigte Staaten (RIAA)                                                                    | —       | 4× Gold4   | 10× Platin10 | 11.579.000  | riaa.com                |
| Vereinigtes Königreich (BPI)                                                                 | Silber1 | 2× Gold2   | —            | 860.000     | bpi.co.uk               |
| Insgesamt                                                                                    | Silber1 | 69× Gold69 | 60× Platin60 |             |                         |